# György Károly
György Károly, în maghiară Károly György (n. 31 august 1953, Budapesta, Republica Populară Ungară – d. 26 octombrie 2018, Szigetszentmiklós, Pesta, Ungaria) a fost un poet, scriitor maghiar.